# 대한민국 제13대 국회 전반기 의장단 선거
제13대 국회 전반기 의장단 선거는 1988년 5월 30일 실시되었다.
선거 결과 6선의 김재순 민주정의당 의원이 국회의장에, 5선의 노승환 평화민주당 의원과 7선의 김재광 통일민주당 의원이 국회부의장에 선출되었다.
특히 노승환 의원은 역대 국회부의장 선거 최고의 재적의원 대비 득표율 93.31%를 기록하였다.

## 선거 제도
국회의 의장 및 부의장은 국회의원들의 무기명 투표로 선출하되 만약 1차 투표 결과 재적 의원의 과반을 득표한 자가 없으면 2차 투표를 실시하고, 2차 투표에서도 과반 득표자가 나오지 않을 시 최고득표자와 차점자에 대하여 3차 결선 투표를 실시하되 이 경우 단순 다수 득표자를 당선자로 하도록 되어있었다.

## 배경
선거일 당시 국회의 정당별 의석수는 민주정의당 125석, 평화민주당 71석, 통일민주당 60석, 신민주공화당 35석, 무소속 8석 등이었다. 따라서 여야 4당은 국회의장직은 원내 제1당인 민정당에서 차지하고, 2명의 부의장직은 제2당 평화민주당과 제3당 통일민주당에서 한 곳 씩 차지하도록 하기로 합의하였다.
이전까지 대한민국 국회는 양당제일 때나 다당제일 때나 원내 제1당이 국회의장과 1곳의 국회부의장을, 제2당이 나머지 1곳의 국회부의장을 차지하도록 하는 관례를 갖고 있었다. 그러나 이 때를 기점으로 다당제 국회일 때는 제1당은 국회의장만 차지하고 제2당과 제3당이 국회부의장을 1곳 씩 나눠갖도록 하는 관례가 생겼다.

## 후보

### 국회의장 후보

#### 민주정의당
민정당 내에서는 김재순 당선자와 윤길중 전 국회부의장 중 1명은 국회의장, 1명은 당 대표위원을 맡을 것으로 관측되었다. 5월 2일 노태우 민정당 총재는 윤길중 전 부의장을 대표위원에 임명하였고, 따라서 김재순 당선자는 국회의장에 지명될 것이 확실시되었다. 민정당은 5월 24일 당선자 총회를 열고 김재순 당선자가 국회의장 후보로 지명되었다고 정식으로 발표하였다.
김재순 당선자가 국회의장 후보로 내정되자 가장 강하게 거부감을 드러낸 것은 제1야당 평화민주당이었다. 김재순 당선자는 총선에서 "김대중 씨가 지역구로 출마하면 나도 거기에 출마하겠다"고 말하는 등 김대중 평화민주당 총재를 공격하는 캠페인을 벌인데다, 박정희 정권 시절 여당 대변인을 지내면서 야당을 존중하기보다는 위압적으로 비난하는 발언을 한 인물이라는 비판도 사고 있었다. 평화민주당은 그 외에도 김재순 당선자가 원래 민주당 신파의 일원이었다가 5·16 정변 이후 민주공화당에 입당하는 이른바 '변절' 행위를 저질렀으며, 나중에는 유신정우회 의원을 지내며 유신 체제에 적극 협조했었다며 반발하였다. 제2야당 통일민주당 역시 같은 이유로 반대 의사를 표했으며, 제3야당 신민주공화당 역시 김재순 지지에 미온적인 태도를 보였다.
그러나 여야 협상 결과 야3당은 집권 여당이자 원내 제1당인 민정당의 의사를 존중해야 한다는 취지에 공감하고 김재순 당선자를 지지해 주기로 합의하였다.

### 국회부의장 후보

#### 평화민주당
평화민주당은 5월 7일 전당대회를 열고 김대중 전 총재를 총재로 추대했으며, 김대중 총재는 직후 노승환 의원을 국회부의장 후보로 지명하였다. 당초 국회부의장 후보로는 노승환 의원과 조윤형 의원, 두 사람이 거론되고 있었는데, 김대중 총재는 전당대회 당일 아침 조윤형 의원과 만나 "내가 필요해서 옆에 두기로 한 것이니 혹시라도 서운케 생각지 말라"고 말한 것으로 알려졌다.

#### 통일민주당
통일민주당은 5월 12일 전당대회를 열고 김영삼 전 총재를 총재로 추대했으며, 김영삼 총재는 직후 김재광 의원을 국회부의장 후보로 지명하였다.

## 선거 결과

### 국회의장 선거
강원도 화천군·철원군 지역구의 김재순 민정당 의원이 당선되었다.
| 후보   | 소속         | 득표 | %    | 비고 |
| ------ | ------------ | ---- | ---- | ---- |
| 김재순 | 민주정의당   | 268  | 89.6 | 당선 |
| 김대중 | 평화민주당   | 2    | 0.7  |      |
| 김원기 | 평화민주당   | 1    | 0.3  |      |
| 김종필 | 신민주공화당 | 1    | 0.3  |      |
| 김재광 | 통일민주당   | 1    | 0.3  |      |
| 노승환 | 평화민주당   | 1    | 0.3  |      |
| 박준규 | 민주정의당   | 1    | 0.3  |      |
| 윤길중 | 민주정의당   | 1    | 0.3  |      |
| 기권   | 기권         | 11   | 3.7  |      |
| 무효   | 무효         | 12   | 4.0  |      |
| 재적   | 재적         | 299  | 100  |      |

### 평화민주당 몫 국회부의장 선거
서울특별시 마포구 갑 지역구의 노승환 평화민주당 의원이 당선되었다.
| 후보   | 소속       | 득표 | %    | 비고 |
| ------ | ---------- | ---- | ---- | ---- |
| 노승환 | 평화민주당 | 279  | 93.3 | 당선 |
| 김재광 | 통일민주당 | 4    | 1.3  |      |
| 김대중 | 평화민주당 | 3    | 1.0  |      |
| 김영삼 | 통일민주당 | 2    | 0.7  |      |
| 문동환 | 평화민주당 | 1    | 0.3  |      |
| 박영숙 | 평화민주당 | 1    | 0.3  |      |
| 유한열 | 무소속     | 1    | 0.3  |      |
| 임춘원 | 평화민주당 | 1    | 0.3  |      |
| 기권   | 기권       | 2    | 0.7  |      |
| 무효   | 무효       | 5    | 1.7  |      |
| 재적   | 재적       | 299  | 100  |      |

### 통일민주당 몫 국회부의장 선거
서울특별시 은평구 을 지역구의 지역구의 김재광 통일민주당 의원이 당선되었다.
| 후보   | 소속       | 득표 | %    | 비고 |
| ------ | ---------- | ---- | ---- | ---- |
| 김재광 | 통일민주당 | 278  | 93.0 | 당선 |
| 김영삼 | 통일민주당 | 5    | 1.7  |      |
| 김대중 | 평화민주당 | 2    | 0.7  |      |
| 박관용 | 통일민주당 | 1    | 0.3  |      |
| 박종율 | 통일민주당 | 1    | 0.3  |      |
| 박준규 | 민주정의당 | 1    | 0.3  |      |
| 서경원 | 평화민주당 | 1    | 0.3  |      |
| 손주항 | 평화민주당 | 1    | 0.3  |      |
| 유학성 | 민주정의당 | 1    | 0.3  |      |
| 이기택 | 통일민주당 | 1    | 0.3  |      |
| 조세형 | 평화민주당 | 1    | 0.3  |      |
| 채문식 | 민주정의당 | 1    | 0.3  |      |
| 황병태 | 통일민주당 | 1    | 0.3  |      |
| 무효   | 무효       | 4    | 1.3  |      |
| 재적   | 재적       | 299  | 100  |      |